# 3628 Božnemcova
3628 Božnemcova (mednarodno ime 3628 Božněmcová) je asteroid tipa O (po SMASS) v glavnem asteroidnem pasu. 

## Odkritje
Asteroid je odkrila češka astronomka Zdeňka Vávrová 25. novembra 1979  na Observatoriju Kleť (Češka).

## Lastnosti
Asteroid Božnemcova obkroži Sonce v 4,05 letih. Njegova tirnica ima izsrednost 0,298, nagnjena pa je za 6,885° proti ekliptiki .